# Carlos Humberto Rodríguez Quirós
Carlos Humberto Rodríguez Quirós (ur. 21 kwietnia 1910 w San José, zm. 23 lipca 1986 tamże) – kostarykański duchowny katolicki, arcybiskup metropolita San José de Costa Rica 1960-1979.

## Życiorys
Święcenia kapłańskie otrzymał 25 października 1936.
5 maja 1960 papież Jan XXIII mianował go arcybiskupem metropolitą San José de Costa Rica. 26 maja 1960 z rąk arcybiskupa Gennaro Verolino przyjął sakrę biskupią. 24 marca 1979 ze względu na wiek złożył rezygnację z zajmowanej funkcji.
Zmarł 23 lipca 1986.